# Justicia neolinearifolia
Justicia neolinearifolia är en akantusväxtart. Justicia neolinearifolia ingår i släktet Justicia och familjen akantusväxter.

## Underarter
Arten delas in i följande underarter:
- J. n. liangkwangensis
- J. n. neolinearifolia